# Памʼятник Тарасу Шевченку (Володимир)
Памʼятник Тарасу Шевченку (Володимир) — пам'ятник українському поетові, письменнику і художнику Т. Г. Шевченку в місті Володимир, Волинська область.

## Передісторія
22 квітня 1990 року під час панахиди над символічною братською могилою у парку «Слов'янський» був піднятий український прапор. Тоді ж учасники мітингу виступили з ініціативою створення у Володимирі-Волинському пам'ятника Шевченку. Ініціативу громадян підтримала міська рада.
Скульптор Андрій Васильович Микита виготовив його у власній майстерні і відмовився від авторського гонорару. Відмовився від грошової виплати і архітектор цього проекту.
На встановлення памʼятника містянами було зібрані 50 тисяч карбованців. Решту коштів — 2 млн 312 тис. виділено з міського бюджету.

## Вибір місця
У 1990 р., під час громадського обговорення було висунуто 16 пропозицій щодо місця встановлення памʼятника. Найпопулярнішими були: біля кінотеатру імені Т. Г. Шевченка, парк Слов'янський (на місці статуї Лукаша та Мавки, на місці символічної могили Борцям за волю України або ж на місці занедбаного дитячого майданчика), на площі Героїв, біля пошти або на розі вулиць Ковельської — Генерала Шухевича. Зупинились на Словʼянському парку на місці дитмайданчика.
Рішенням міськвиконкому від 21 січня 1993 р. прилегла до монумента територія названа майданом Т. Г. Шевченка.

## Відкриття
Встановлений 25 травня 1993 року.